# 斯托克代爾 (密蘇里州)
斯托克代爾（英語：Stockdale）是位於美國密蘇里州克萊縣的非建制地區。

## 地理
斯托克代爾所處的海拔為高於海平面253米（即830英呎），而該地所採用的時區為UTC-6，即北美中部時區（CST）。同時該地設有夏令時間，為UTC-6調快一小時，即UTC-5（CDT）。